# Bosniske mestre i klubhåndbold
Liste over bosniske mestre i klubhåndbold.

## Listen
| Sæson   | Vinder                 |
| ------- | ---------------------- |
| 1992/93 | Ikke afholdt           |
| 1993/94 | Kun regionalmesterskab |
| 1994/95 | Kun regionalmesterskab |
| 1995/96 | Kun regionalmesterskab |
| 1996/97 | Kun regionalmesterskab |
| 1997/98 | Kun regionalmesterskab |
| 1998/99 | Kun regionalmesterskab |
| 1999/00 | Kun regionalmesterskab |
| 2000/01 | Kun regionalmesterskab |
| 2001/02 | HRK Izviđač Ljubuški   |
| 2002/03 | RK Bosna Sarajevo      |
| 2003/04 | HRK Izviđač Ljubuški   |
| 2004/05 | HRK Izviđač Ljubuški   |
| 2005/06 | RK Bosna Sarajevo      |
| 2006/07 | RK Bosna Sarajevo      |
| 2007/08 | RK Bosna Sarajevo      |
| 2008/09 | RK Bosna Sarajevo      |
| 2009/10 | RK Bosna Sarajevo      |
| 2010/11 | RK Bosna Sarajevo      |
| 2011/12 | RK Sloga Doboj         |
| 2012/13 | RK Borac Banja Luka    |
| 2013/14 | RK Borac Banja Luka    |
| 2014/15 | RK Borac Banja Luka    |
| 2015/16 | HRK Izviđač Ljubuški   |

## Statistik
| Antal titler | Klub                 |
| ------------ | -------------------- |
| 7            | RK Bosna Sarajevo    |
| 3            | HRK Izviđač Ljubuški |
| 1            | RK Sloga Doboj       |